# オプシン
オプシン（英語: Opsin）とは、動物の網膜などにある光感受性Gタンパク質共役受容体で視覚や体内時計の光調節などを担っている。視覚物質中のたんぱく質部分の総称。発色団（一般的にはレチナール）と結合し、ロドプシン（視紅）となる。

## 構造と機能
オプシンは光を検知し、動物がものを見ることを可能にしている分子である。オプシンは化学受容体の一種であるGタンパク質共役受容体（GPCR）に分類され、7つの膜貫通型ドメインからなる活性部位でリガンドと結合する。オプシンのリガンドはビタミンAベースの発色団11-シス-レチナールであり、シッフ塩基を介して第7膜貫通型ドメインのリシン残基と共有結合する。しかし、11-シス-レチナールはオプシンの活性部位に結合するのみで、活性化を引き起こすことはなく、 11-シス-レチナールが光子を吸収することにより、受容体活性化型の全トランス-レチナールに異性化することによりはじめてオプシンの配座が変化し、 光伝達カスケードが活性化される。このように、オプシンは化学受容体としてではなく光受容体としてはたらく。
脊椎動物の光受容細胞では、全トランス-レチナールは解離し、網膜上皮細胞から供給される新しく合成された 11-シス-レチナールに置換される。11-シス-レチナール（ビタミンA1）の他にも、11-シス-3,4-ジデヒドロレチナール(ビタミンA2)も、淡水魚などの脊椎動物ではみられる。A2 結合型オプシンはA1結合型と比べて吸収スペクトルのλmaxがずれる。